# Олешки
Олешки (укр. Олешки) градић је у Украјини, у Херсонској области. Према процени из 2012. у граду је живело 25.172 становника.

## Становништво
Према процени, у граду је 2023. живело 5.000 становника.
| 1979.  | 1989.  | 2001.  | 2012.  |
| ------ | ------ | ------ | ------ |
| 20.239 | 24.760 | 24.123 | 25.172 |

## Галерија
- Фабрика минералне воде
- Стамбени блокови у Олешком
- Аутопут М-14 који пролази кроз Олешки